# Acha Septriasa
Jelita Septriasa (1 de septiembre de 1989, Yakarta), conocida artísticamente como Acha Septriasa, es una actriz y cantante de Indonesia.

## Biografía
Acha Septriasa nació en Yakarta, Indonesia, el 1 de septiembre de 1989, hija de Sagitta Ahimshah y Rita Emza, ella es la tercera hija de seis hermanos. Su hermana menor, Juwita Septriasa, también es una famosa actriz. Ella primero estudió en el "Muhammadiyah Elementary School 6" entre 1995 y 2001, luego en el "State Junior High School 73" entre 2001 y 2004, ambos en Tebet, situados al sur de Yakarta . Más adelante en el "State Senior High School 82", en Yakarta, que asistió entre 2004 al 2007.

## Carrera
Acha Septriasa comenzó su carrera en el modelaje, en un evento de desfile llamado "Sampul Gadis", para luego ser publicada en una revista llamado "Gadis" en 2004. Su primer trabajo en el cine fue en el 2005, tras participar en una película titulada "Apa Artinya Cinta" ( ¿Cuál es el significado del amor? ), en la que interpretó un personaje secundario. Al año siguiente, su fama ascendió con éxito tras participar en una película titulada "Heart" o "Corazón", en la que actuó junto a Nirina Zubir y su novio, el actor Irwansyah. Ella también interpretó un tema musical para una  banda sonora junto a Irwansyah, que fue producida por Melly Goeslaw y su esposo. Ella ganó doble disco de platino, dos de ella por sus sencillos como, "Sampai Menutup Mata " ("Hasta que me cierro los ojos"), que lo interpretó junto al dúo "My Heart", en la que fueron muy bien escuchados en varias radiemisoras.
Al año siguiente, Septriasa y Irwansyah protagonizaron una película titulada "Love is Cinta". Al mismo tiempo, junto a Irwansyah, interpretaron un tema musical para esta película. Ese mismo año fue identificada como la cuarta actriz mejor pagada de Indonesia, en Rp. 180 millones de dólares ( EE. UU. $ 15,000 ) por su participación en esta película. Ella lanzó su primer álbum en solitario titulado, "Keputusan Hati" (Decisión del corazón), lanzado en agosto de 2009.
Acha contrajo matrimonio con Vicky Kharisma, el 11 de diciembre de 2016 en Yakarta. La pareja se conoció durante sus estudios en Malasia.

## Filmografía

### Cine
- Apa Artinya Cinta? (What is the Meaning of Love?; 2005)
- Heart (2006)
- Love is Cinta (2007)
- In the Name of Love (2008)
- Love (2008)
- Krazy Crazy Krezy (2009)
- Kado Spesial Buat Kakak (Special Gift for Sister; 2009)
- Sst... Jadikan Aku Simpanan (Sst... Make Me Your Mistress; 2010)
- Menembus Impian (Achieving Dreams; 2010)
- Love Story (2011)
- Test Pack (2012)
- Rectoverso (2013)
- Bangun Lagi dong Lupus  (2013)
- 99 Cahaya di Langit Eropa (2013)
- 99 Cahaya di Langit Eropa Part 2 (2014)
- 99 Cahaya di Langit Eropa The Final Edition (2014)
- Aku Cinta Kamu (2014)
- Mengejar Malam Pertama (2014)
- Strawberry Surprise (2014)
- Nada untuk Asa (2015)
- Lamaran (2015)
- Bulan Terbelah di Langit Amerika (2015)
- Surat Cinta Untuk Kartini (2016)
- Koala Kumal (2016)
- Mars: Mimpi Ananda Raih Semesta (2016)
- Sundul Gan: the Story of Kaskus (2016)
- Sabtu Bersama Bapak (2016)
- Bangkit! (2016)
- Shy Shy Cat (2016)
- Barakati (2016)
- Bulan Terbelah di Langit Amerika 2 (2016)
- Kartini (2017)
- Bunda: Kisah Cinta 2 Kodi (2018)
- Persepsi (2018)

### Telenovelas
- Bayangan Adinda (2003)
- Andai Ku Tahu (2007)
- Sakina (2009)
- Get Married The Series 2 (2013)

## Discografía

### Álbumes
Miniálbumes
- Hikayah Ramadhan (álbum junto a Irwansyah) (2007)
- Keputusan Hati (Heart's Decision; 2009)

Participaciones en bandas sonoras
- Heart (2006)
- Love is Cinta (2007)
- Rectoverso (2013)

### Sencillos
- "Menerima Kau Pergi" (con Irwansyah) (2012)
- "Broken Heart" (con Reza Rahadian) (2012)
- "Curhat Buat Sahabat" (Incluido en la banda sonora de Rectoverso) (2013)
- "Gantung" (con Bayu 'Soulvibe') (2015)

Bibliografía
- «Acha Septriasa» (en indonesio). Consultado el 15 de octubre de 2011.
- «Ingin Terus Eksis». 29 de agosto de 2011. Archivado desde el original el 6 de abril de 2012. Consultado el 15 de octubre de 2011.
- Kurniasari, Triwik (27 de febrero de 2011). «Acha Septriasa : A new role to dye for». The Jakarta Post. Consultado el 15 de octubre de 2011.
- Setiawati, Indah (26 de junio de 2011). «Acha Septriasa: Addicted to sports». The Jakarta Post. Consultado el 15 de octubre de 2011.
- «Selesai Kuliah, Acha Makin Banyak Terima Job Main Film» [After University, Acha Receives More Film Offers]. Pikiran Rakyat (en indonesian). 7 de mayo de 2012. Archivado desde el original el 7 de mayo de 2012. Consultado el 8 de mayo de 2012.